# Felhasználói történet
A Felhasználói történet a szoftverrel szemben támasztott megrendelői igények megfogalmazása a megrendelő/felhasználó által használt, hétköznapi nyelvezetben.
Terjedelmük korlátozott (maximum egy negyed A4-es lap), de inkább egy-két (bővített) mondat.
A felhasználói történeteket a megrendelők/felhasználók írják, a szoftver kialakításában ez a fő befolyásolási eszközük a fejlesztésre.
Alkalmazásuk előnye, hogy gyorsan, terjedelmes formális specifikáció írása nélkül lehetőséget adnak az igények összegyűjtésére. Gyorsabbá és a projekt módszertanban kevésbé járatos megrendelők által is kivitelezhetővé teszik az igények megfogalmazását.
Hátrányuk, hogy helyes értelmezésükhöz és hatékony alkalmazásukhoz a felhasználói igényekre nyitott, azokat értelmezni képes fejlesztőkre van szükség.
A felhasználói történetben leírt funkcionalitás megvalósítása előtt le kell fektetni az elfogadási kritériumokat - ezeket szintén a felhasználó írja.
A történet pontjait a felhasználó teszi fontossági sorrendbe.

## Felhasználói történetet írása
Amikor eljön a történetek írásának ideje (ez nem csak a projekt elején, hanem közben több alkalommal is előfordulhat, ahogy új igények jelennek meg) egy fejlesztő és a felhasználó (illetve képviselője, a megrendelő) leül beszélgetni. A fejlesztő általában nyitott kérdésekkel indítja be a beszélgetést. pl. "Mi célból indítja el a felhasználó a programot? Mit csinál a program indulása után?"
Fontos, hogy a történeteket a felhasználó mondja, a fejlesztőnek nem szabad dominálnia az ötletelést. Feladata azok felszínre hozása, tisztázása.
Ahogy egy-egy felhasználói történet összeáll, leírják. Ha úgy tűnik, hogy a történet nem kerek (pontatlan, fontos információk hiányoznak, esetleg túl sok részletet tartalmaz) tovább kell dolgozni rajta amíg mindkét fél szerint megfelelő. Fontos tudni, hogy a leírástól egy történet nem számít kőbe vésettnek, új igények felmerülésekor változhat.

## Fordítás
- Ez a szócikk részben vagy egészben  az   User story című angol Wikipédia-szócikk fordításán alapul.  Az eredeti cikk szerkesztőit annak laptörténete sorolja fel. Ez a jelzés csupán a megfogalmazás eredetét és a szerzői jogokat jelzi, nem szolgál a cikkben szereplő információk forrásmegjelöléseként.

## Külső hivatkozások (Angolul)
- Definition of User Stories at extremeprogramming.org
- Definition of User Story at c2.com